# Josefina Tura de Bertran
Josefina Tura i Tura (Barcelona, 18 de març de 1899 - Ib., 1982), va ser una periodista i escriptora catalana coneguda en el món literari com Josefina Tura de Bertran, quan va començar a signar la seva obra amb el cognom del marit, el poeta Manuel Bertran i Oriola. També apareix citada com Josepa Tura.
El 1929, Josefina Tura va contraure matrimoni amb Manuel Bertran i van residir al barri de la Barceloneta. Li va dedicar el poema La meva llar, inclòs en Poemes montserratins, un poemari que recull obres de la parella. La seva obra rep una forta inspiració en el cristianisme, i va publicar en diverses revistes, com El Dia de Terrassa, El Borinot o La Veu de Catalunya. L'any 1935 va guanyar els Jocs Florals de Castellterçol.